# گردشگری در فلسطین

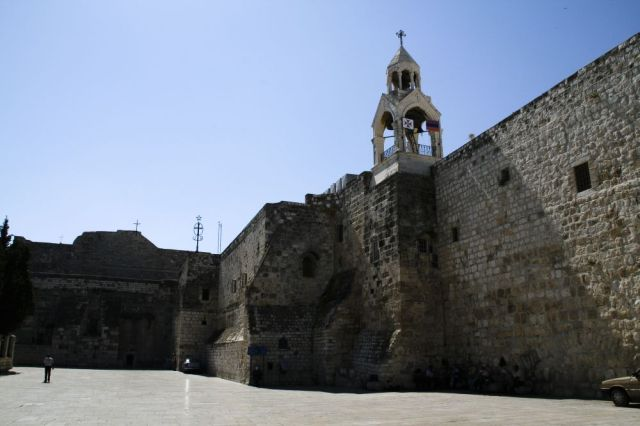
کلیسای مهد در بیت‌لحم

گردشگری در سرزمین‌های فلسطینی اشاره به گردشگری در شرق بیت‌المقدس و کرانه باختری و نوار غزه دارد. در سال ۲۰۱۰، ۴٫۶ میلیون نفر از سرزمین‌های فلسطینی دیدار کردند، در مقایسه با ۲٫۶ میلیون در سال ۲۰۰۹. از این تعداد ۲٫۲ میلیون گردشگران خارجی بودند در حالی که ۲٫۷ میلیون داخلی بود. این تعداد بین‌المللی بازدید گمراه کننده است از آنجا که بیشتر گردشگران تنها برای چند ساعت یا به عنوان بخشی از روز می‌آیند. در سه‌ماهه آخر سال ۲۰۱۲ بیش از ۱۵۰٫۰۰۰ مهمان در هتل‌های کرانه باختری ماندند؛ ۴۰ درصد اروپایی و ۹ درصد از ایالات متحده و کانادا بودند.
دولت خودگردان فلسطین و وزارت گردشگری اسرائیل اقدام به همکاری در کمیته‌ای مشترک برای گردشگری در سرزمین‌های فلسطینی کرده‌اند. همکاری برای به اشتراک گذاشتن دسترسی به گردشگران خارجی در فلسطین به دلایل بسیاری ثابت نیست. اسرائیل رفت‌وآمد گردشگران به کرانه باختری را کنترل می‌کند. راهنماهای گردشگری و شرکت‌های ترابری فلسطینی از سال ۲۰۰۰ نتوانستند وارد اسرائیل شوند، در سال ۲۰۰۹ وزارت گردشگری اسرائیل کرانه باختری و هر منطقه فلسطینی‌ای را از مواد خود حذف کرد. وزیر سابق گردشگری تشکیلات خودگردان فلسطین گفته‌است «۹۰ درصد از زائران [مذهبی] مربوط به درآمد را اسرائیل جمع‌آوری می‌کند».
پس از اوت ۲۰۱۳ گردشگری خارجی محدود به شرق بیت‌المقدس و کرانه باختری شده‌است. از سال ۲۰۰۵ به‌دلیل محاصره زمینی، هوایی و دریایی توسط اسرائیل اساساً هیچ جریان گردشگری‌ای در غزه وجود ندارد.

## اماکن گردشگری
- بیت‌المقدس شرقی- شرق بیت‌المقدس برای سه دین ابراهیمی اسلام، مسیحیت و یهودیت اهمیت دارد. از اماکن گردشگری مذهبی شهر قدیم می‌توان به کلیسای مقبره مقدس، قبةالصخره و دیوار ندبه اشاره کرد.
- بیت‌لحم- کلیسای مهد، میدان مهد، آبگیر سلیمان
- اریحا- دریای مرده
- الخلیل-شهری مقدس در ادیان اسلام و یهودیت است. غار مخپلا در این شهر قرار دارد.
- جنین- شهری با قدمت ۴۰۰۰ سال در کرانه باختری